# 食品安全近代化法
食品安全近代化法（しょくひんあんぜんきんだいかほう、英語: Food Safety Modernization Act ; FSMA）は、2011年1月に施行されたアメリカ合衆国の法律である。食品安全現代化法、食品安全強化法等の名称で翻訳・紹介されることもある。

## 総説
食の安全の強化を望む声が国民から高まっていたことを背景に、2007年より大統領府と上下両院で対応や議論が起こりいくつかの法案が発表された。2009年7月30日に下院法案が可決され、2010年11月30日には超党派の支持を集め賛成73反対25で上院法案が通過し、両院の調整を経て、翌年1月4日にバラク・オバマ大統領が署名し発効した。
この法律の制定によって、1938年成立の連邦食品・医薬品・化粧品法（Federal Food, Drug, and Cosmetic Act）が大きく修正され、保健福祉省に属するアメリカ食品医薬品局(FDA)の権限が大幅に強化されることとなった。対象は、農務省（USDA）が所管する食肉、食肉加工品および加工卵製品などを除くすべての食品である。執行に必要とされる予算は、議会予算事務局の試算によると5年間で14億ドルである。

## 内容
- 食品（乳児用特殊調整粉乳を除く）の回収は事業者の自主性に委ねられてきたが、本法によってFDAが事業者に対して回収を要請・命令することが可能となった。
- 食品を輸出、輸入、製造、加工、包装する米国内の施設のFDAへの登録義務が、更新不要から2年ごとの更新に強化された(第102条)。
- 輸入食品販売業者は、当該食品が食品安全上の基準を満たしている旨を証明することを義務づけられるようになった(第301条)。
- 275マイル（約443km）以内の消費者に直接食品を販売する年間売上額50万ドル以下の小規模農家や加工業者は、本法の適用除外とされ、食品安全にかかわる監督権限はFDAでなく州政府または地方自治体となる。ただし、これらの業者が食中毒を起こした場合はこの限りではなく、FDAに再検査料、回収費用、輸入業者の登録料などを徴収する権限が付与される。
- FDAによる食品関係施設の定期検査が義務付けられた。その頻度は、高リスク施設の場合、法施行後5年以内に最低1回、その後3年ごとに最低1回、低リスク施設の場合、法施行後7年以内に最低1回、その後5年ごとに最低1回である。
- 「農家から食卓まで」とされる食品供給網全般にわたり、事業者に予防的な衛生管理手法を導入することを義務付けた(第103条)。
- 国外の事業者が立ち入り検査を拒否したり、商品が認定機関による安全証明を受けていない場合、FDAが輸入差し止めを命じることができるようになった。多くの国にまたがる商品供給網を効率的に監督できるよう、外国当局の検査能力構築支援機能をFDAが準備する[1][2][3][4]。

## 批判・懸念
- 農薬耐性遺伝子組み換え種子と農薬との組み合わせやポストハーベスト農薬といった、多くの中大規模農家が行なっているような衛生管理手段をとらない有機農家や小規模農家は、種子の管理を徹底しないと、モンサント (企業)のような遺伝子組み換え種子会社から種子の所有権を主張されることになる。小規模農家や加工業者に対する適用除外規定がいつまで存続するかはわからず、小規模農家や有機農家を農業から締め出すおそれがある。[5]